# Aleksander Jan Wróblewski
Aleksander Wróblewski (ur. 26 marca 1915 w Łodzi, zm. 25 marca 1942 zestrzelony nad kanałem La Manche) – porucznik pilot Polskich Sił Powietrznych w Wielkiej Brytanii.

## Życiorys
Syn Aleksandra i Marty. Student Politechniki Warszawskiej, członek Aeroklubu Łódzkiego, absolwent Szkoły Podchorążych Rezerwy Lotnictwa. Na stopień podporucznika został mianowany ze starszeństwem z 1 stycznia 1937 i 30. lokatą w korpusie oficerów lotnictwa.
W sierpniu 1939 zmobilizowany, otrzymał przydział do 131 eskadry myśliwskiej jako pilot. 6 września dołączył do 111 em.
Zimą 1939/40 jako kurier tatrzański na trasie Warszawa – Zakopane – Budapeszt kursował w parze z Józefem Krzeptowskim. W maju 1940 z Węgier przedostał się do Francji, a następnie do Wielkiej Brytanii. Otrzymał numer służbowy P-0754. W lutym 1941 przeszedł szkolenie myśliwskie w 57 O.T.U. w Hawarden. 21 kwietnia 1941 został pilotem dywizjonu 303. Był odznaczony dwukrotnie Krzyżem Walecznych i Medalem Lotniczym.